# Rovio
Para la empresa, véase Rovio Entertainment.
Rovio es una comuna suiza del cantón del Tesino, situada en el distrito de Lugano, círculo de Ceresio. Limita al norte con la comuna de Arogno, al este con Pellio Intelvi (IT-CO) y San Fedele Intelvi (IT-CO), al sureste con Castel San Pietro, al sur con Melano, y al oeste con Maroggia.